# ویکتور امانوئل یکم
ویکتور امانوئل یکم (ویتوریو امانوئل؛ ۲۴ ژوئیه ۱۷۵۹–۱۰ ژانویه ۱۸۲۴) دوک ساویو و پادشاه ساردینیا (۱۸۱۸–۱۸۰۲) بود.

## زندگی‌نامه
ویکتور امانوئل فرزند دوم پادشاه ویکتور آمادئوس سوم ساردینیا و ماریا آنتونیا فردیناندا از اسپانیا، دختر پادشاه فیلیپ پنجم اسپانیا و الیزابت فارنزی بود.